# غلين أوبراين
غلين أوبراين (بالإنجليزية: Glenn O'Brien)‏ هو ناقد موسيقي وصحفي أمريكي، ولد في 2 مارس 1947 في كليفلاند في الولايات المتحدة، وتوفي في 7 أبريل 2017 في مانهاتن في الولايات المتحدة بسبب ذات الرئة.

## وصلات خارجية
- غلين أوبراين على موقع IMDb (الإنجليزية)
- غلين أوبراين على موقع ميوزك برينز (الإنجليزية)
- غلين أوبراين على موقع ديسكوغز (الإنجليزية)
- غلين أوبراين على موقع قاعدة بيانات الفيلم (الإنجليزية)